# Zabeel, Dubai
Za'abeel (tiếng Ả Rập: زعبيل), được viết gọn là Zabeel, là một địa phương ở Dubai, Các Tiểu vương quốc Ả Rập Thống nhất. Nằm ở phía đông Dubai, Za'abeel bao gồm hai khu vực phụ:
- Za'abeel 1, tiếp giáp với Al Nasr và được bao quanh phía nam bằng các tuyến đường E 66 (Đường Oud Metha) và đường D 73 (Đường số 2 Zabeel). Là một khu dân cư, có sân vận động Za'abeel và công viên Za'abeel, một địa điểm nổi tiếng về thể thao và buổi hòa nhạc.
- Za'abeel 2, giáp với Za'abeel 1 và phía tây là Vịnh Business. Za'abeel 2 có trường đua ngựa Nad Al Sheba và cung điện Ruler; cung điện Zabeel.

Cả hai Za'abeel 1 và Za'abeel 2 là 2 khu vực mới thành lập, dân cư khu vực này giàu có với biệt thự và nhà phố.